# Schwimm- und Sportverein Ulm 1846 1984-1985
Questa voce raccoglie le informazioni riguardanti lo Schwimm- und Sportverein Ulm 1846 nelle competizioni ufficiali della stagione 1984-1985.

## Stagione
Nella stagione 1984-1985 l'Ulm, allenato da Hannes Baldauf, Walter Modick e Fritz Fuchs, concluse il campionato di 2. Bundesliga al 20º posto. In Coppa di Germania l'Ulm fu eliminato al primo turno dal Fortuna Düsseldorf.

## Rosa
| N. |                     | Ruolo | Calciatore       |
| -- | ------------------- | ----- | ---------------- |
|    | Germania (bandiera) | P     | Wolfgang Färber  |
|    | Germania (bandiera) | P     | Joachim Jüriens  |
|    | Germania (bandiera) | D     | Peter Assion     |
|    | Germania (bandiera) | D     | Günter Berti     |
|    | Germania (bandiera) | D     | Roland Boley     |
|    | Germania (bandiera) | D     | Markus Ebner     |
|    | Germania (bandiera) | D     | Georg Heinle     |
|    | Germania (bandiera) | D     | Walter Kubanczyk |
|    | Germania (bandiera) | D     | Thomas Schmidt   |
|    | Germania (bandiera) | C     | Frank Elser      |
|    | Germania (bandiera) | C     | Maximilian Hauck |
|    | Germania (bandiera) | C     | Peter Kempa      |
|    | Germania (bandiera) | C     | Dieter Kohnle    |

| N. |                      | Ruolo | Calciatore       |
| -- | -------------------- | ----- | ---------------- |
|    | Australia (bandiera) | C     | Branko Milosevic |
|    | Germania (bandiera)  | C     | Pascal Müller    |
|    | Germania (bandiera)  | C     | Wolfgang Neipp   |
|    | Germania (bandiera)  | C     | Wolfgang Rieker  |
|    | Germania (bandiera)  | C     | Bernd Schuler    |
|    | Germania (bandiera)  | C     | Marcus Sorg      |
|    | Germania (bandiera)  | C     | Erich Steer      |
|    | Germania (bandiera)  | C     | Gunnar Weiß      |
|    | Germania (bandiera)  | A     | Josef Beller     |
|    | Germania (bandiera)  | A     | Robert Birner    |
|    | Germania (bandiera)  | A     | Hans-Peter Steck |
|    | Germania (bandiera)  | A     | Joachim Zeller   |

## Organigramma societario
Area tecnica
- Allenatore: Walter Modick
- Allenatore in seconda:
- Preparatore dei portieri:
- Preparatori atletici:

## Calciomercato

### Sessione estiva
| Acquisti | Acquisti         | Acquisti              | Acquisti |
| R.       | Nome             | da                    | Modalità |
| -------- | ---------------- | --------------------- | -------- |
| P        | Joachim Jüriens  | Eintracht Francoforte |          |
| C        | Peter Kempa      | Hertha Berlino        |          |
| C        | Wolfgang Rieker  | Stoccarda II          |          |
| A        | Hans-Peter Steck | Illertissen           |          |
| A        | Joachim Zeller   | Aalen                 |          |

| Cessioni | Cessioni         | Cessioni   | Cessioni |
| R.       | Nome             | a          | Modalità |
| -------- | ---------------- | ---------- | -------- |
| P        | Karsten Krannich | Heidenheim |          |

### Sessione invernale
| Acquisti | Acquisti      | Acquisti   | Acquisti |
| R.       | Nome          | da         | Modalità |
| -------- | ------------- | ---------- | -------- |
| C        | Pascal Müller | Reutlingen |          |

| Cessioni | Cessioni | Cessioni | Cessioni |
| R.       | Nome     | a        | Modalità |
| -------- | -------- | -------- | -------- |

## Risultati

### 2. Bundesliga

#### Girone di andata
| Arbitro: | Correll |

|                       |           |  |
| Müller 25’ Traser 87’ | Marcatori |  |

| Arbitro: | Kasperowski |

|                     |           |                                |
| Weiß 90’ Zeller 90’ | Marcatori | 26’ Augst 45’ (aut.) Kubanczyk |

| Arbitro: | Puchalski |

|                                    |           |                       |
| Bebensee 40’ Gaedke 47’ Müller 81’ | Marcatori | 16’, 90’ (rig.) Kempa |

| Arbitro: | Weber |

|            |           |  |
| Birner 52’ | Marcatori |  |

| Arbitro: | Eli |

|                                      |           |                                |
| Burgsmüller 35’ Gorka 45’ Dauber 90’ | Marcatori | 10’, 46’ Birner 44’, 82’ Hauck |

| Arbitro: | Kriegelstein |

|                                |           |                   |
| Steer 35’ Birner 50’ Hauck 73’ | Marcatori | 49’ (aut.) Kohnle |

| Arbitro: | Horeis |

|                             |           |          |
| Džoni 2’ (rig.) Allievi 79’ | Marcatori | 29’ Weiß |

| Arbitro: | Niebergall |

|                                                   |           |              |
| Hauck 26’ Kohnle 68’ Birner 75’ Strack 78’ (aut.) | Marcatori | 73’ Schmiedl |

| Arbitro: | Barnick |

|  |           |           |
|  | Marcatori | 34’ Hotić |

| Arbitro: | Broska |

|                                       |           |          |
| Freiler 51’ Müller 63’ Schwickert 63’ | Marcatori | 82’ Weiß |

| Arbitro: | Huster |

|           |           |           |
| Berti 20’ | Marcatori | 47’ Ossen |

| Arbitro: | Wiesel |

|                          |           |            |
| Hampl 36’, 45’ Horch 60’ | Marcatori | 83’ Zeller |

| Ulma 3 novembre 1984, ore 15:00 CET 13ª giornata | Ulma      | 0 – 0 referto | Hertha Berlino | Donaustadion (4 500 spett.)\| Arbitro: \| Kautschor \| |
| Arbitro:                                         | Kautschor |               |                |                                                        |

| Arbitro: | Osmers |

|                    |           |  |
| Gue 67’ Schaub 70’ | Marcatori |  |

| Arbitro: | Wuttke |

|                           |           |                             |
| Birner 42’, 62’ Hauck 77’ | Marcatori | 45’ Eckstein 83’ Lottermann |

| Arbitro: | Theobald |

|                                           |           |  |
| Notthoff 55’, 81’, 84’ Abramczik 82’, 90’ | Marcatori |  |

| Arbitro: | Waltert |

|            |           |                                         |
| Kohnle 47’ | Marcatori | 17’ Pilipović 68’ Weber 86’, 90’ Schulz |

| Arbitro: | Schütte |

|                                   |           |                       |
| Helmes 1’ Gores 4’ Kurtenbach 14’ | Marcatori | 56’ Birner 59’ Kohnle |

| Arbitro: | Bruch |

|                      |           |                 |
| Hauck 10’ Kohnle 21’ | Marcatori | 82’, 84’ Hobday |

#### Girone di ritorno
| Ulma 23 aprile 1985, ore 19:00 CEST 20ª giornata | Ulma | 0 – 0 referto | Saarbrücken | Donaustadion (2 000 spett.)\| Arbitro: \| Kost \| |
| Arbitro:                                         | Kost |               |             |                                                   |

| Arbitro: | Vasel |

|                      |           |                       |
| Hahn 30’ Sandner 39’ | Marcatori | 34’ Birner 64’ Kohnle |

| Arbitro: | Steffens |

|                           |           |                             |
| Neipp 8’, 36’ Schmidt 38’ | Marcatori | 49’, 80’ Gaedke 90’ Mattern |

| Amburgo 9 febbraio 1985, ore 15:00 CET 23ª giornata | St. Pauli | 0 – 0 referto | Ulma | Wilhelm-Koch-Stadion (3 000 spett.)\| Arbitro: \| Mierswa \| |
| Arbitro:                                            | Mierswa   |               |      |                                                              |

| Arbitro: | Gabor |

|  |           |            |
|  | Marcatori | 34’ Krella |

| Arbitro: | Weber |

|                             |           |                      |
| Brandts 15’ (rig.) Hach 69’ | Marcatori | 35’ Neipp 88’ Birner |

| Arbitro: | Amerell |

|                           |           |                                   |
| Hauck 14’, 41’ Zeller 37’ | Marcatori | 30’ Džoni 71’ Kunkel 90’ Steubing |

| Arbitro: | Werner |

|                          |           |  |
| Ludwig 10’ Vorreiter 79’ | Marcatori |  |

| Arbitro: | Retzmann |

|                                  |           |  |
| Kubanczyk 3’ (aut.) Eggeling 59’ | Marcatori |  |

| Ulma 30 marzo 1985, ore 15:00 CET 29ª giornata | Ulma    | 0 – 0 referto | Homburg | Donaustadion (3 500 spett.)\| Arbitro: \| Föckler \| |
| Arbitro:                                       | Föckler |               |         |                                                      |

| Arbitro: | Probst |

|                                |           |  |
| Zimmermann 75’ (rig.) Kuhl 86’ | Marcatori |  |

| Arbitro: | Uhlig |

|  |           |           |
|  | Marcatori | 9’ Traser |

| Arbitro: | Diekert |

|                                                 |           |            |
| Metzler 17’, 82’, 88’ Glöde 57’ Grillemeier 84’ | Marcatori | 83’ Zeller |

| Arbitro: | Vasel |

|                  |           |                                                 |
| Kohnle 5’ (rig.) | Marcatori | 5’ Hartmann 29’ Hellberg 71’ Schaub 76’ Kuhlmey |

| Arbitro: | Huster |

|                                                      |           |                             |
| Brunner 4’ (rig.) Lieberwirth 48’ Bittorf 59’ (rig.) | Marcatori | 28’ (rig.) Kempa 51’ Birner |

| Arbitro: | Eli |

|                     |           |                                        |
| Sorg 53’ Kohnle 72’ | Marcatori | 33’, 50’ (rig.) Notthoff 36’ Abramczik |

| Arbitro: | Niebergall |

|                          |           |  |
| Pilipović 27’ Meisel 88’ | Marcatori |  |

| Arbitro: | Jupe |

|                                |           |                                                        |
| Kohnle 9’, 14’ Birner 38’, 63’ | Marcatori | 15’ Schlösser 23’ Kropp 60’ (rig.) Grabosch 72’ Aussem |

| Arbitro: | Brückner |

|                        |           |  |
| Remark 67’ Vollmer 75’ | Marcatori |  |

### Coppa di Germania
| Arbitro: | Werner |

|                   |           |  |
| Fach 7’ Weikl 53’ | Marcatori |  |

## Statistiche

### Statistiche di squadra
| Competizione      | Punti | In casa | In casa | In casa | In casa | In casa | In casa | In trasferta | In trasferta | In trasferta | In trasferta | In trasferta | In trasferta | Totale | Totale | Totale | Totale | Totale | Totale | DR  |
| Competizione      | Punti | G       | V       | N       | P       | Gf      | Gs      | G            | V            | N            | P            | Gf           | Gs           | G      | V      | N      | P      | Gf     | Gs     | DR  |
| ----------------- | ----- | ------- | ------- | ------- | ------- | ------- | ------- | ------------ | ------------ | ------------ | ------------ | ------------ | ------------ | ------ | ------ | ------ | ------ | ------ | ------ | --- |
| 2. Bundesliga     | 22    | 19      | 4       | 9       | 6       | 30      | 33      | 19           | 1            | 3            | 15           | 18           | 48           | 38     | 5      | 12     | 21     | 48     | 81     | -33 |
| Coppa di Germania | -     | 0       | 0       | 0       | 0       | 0       | 0       | 1            | 0            | 0            | 1            | 0            | 2            | 1      | 0      | 0      | 1      | 0      | 2      | -2  |
| Totale            | 22    | 19      | 4       | 9       | 6       | 30      | 33      | 20           | 1            | 3            | 16           | 18           | 50           | 39     | 5      | 12     | 22     | 48     | 83     | -35 |

### Andamento in campionato
| Giornata  | 1  | 2  | 3  | 4  | 5  | 6  | 7  | 8  | 9  | 10 | 11 | 12 | 13 | 14 | 15 | 16 | 17 | 18 | 19 | 20 | 21 | 22 | 23 | 24 | 25 | 26 | 27 | 28 | 29 | 30 | 31 | 32 | 33 | 34 | 35 | 36 | 37 | 38 |
| --------- | -- | -- | -- | -- | -- | -- | -- | -- | -- | -- | -- | -- | -- | -- | -- | -- | -- | -- | -- | -- | -- | -- | -- | -- | -- | -- | -- | -- | -- | -- | -- | -- | -- | -- | -- | -- | -- | -- |
| Luogo     | T  | C  | T  | C  | T  | C  | T  | C  | C  | T  | C  | T  | C  | T  | C  | T  | C  | T  | C  | C  | T  | C  | T  | C  | T  | C  | T  | T  | C  | T  | C  | T  | C  | T  | C  | T  | C  | T  |
| Risultato | P  | N  | P  | V  | V  | V  | P  | V  | P  | P  | N  | P  | N  | P  | V  | P  | P  | P  | N  | N  | N  | N  | N  | P  | N  | N  | P  | P  | N  | P  | P  | P  | P  | P  | P  | P  | N  | P  |
| Posizione | 17 | 16 | 18 | 13 | 12 | 10 | 10 | 10 | 10 | 10 | 11 | 12 | 14 | 14 | 13 | 15 | 18 | 19 | 20 | 19 | 19 | 19 | 19 | 20 | 19 | 19 | 20 | 20 | 20 | 20 | 20 | 20 | 20 | 20 | 20 | 20 | 20 | 20 |

Legenda:

Luogo: C = Casa; T = Trasferta. Risultato: V = Vittoria; N = Pareggio; P = Sconfitta.

### Statistiche dei giocatori
!! colspan="4" | Totale

| Giocatore    | 2. Bundesliga | 2. Bundesliga | 2. Bundesliga | 2. Bundesliga | Coppa di Germania P. Assion | Coppa di Germania P. Assion | Coppa di Germania P. Assion | Coppa di Germania P. Assion | 27       | 0    | 8           | 0          | 1 | 0 | 0 | 0 | 28 | 0 | 8 | 0 |
| Giocatore    | Presenze      | Reti          | Ammonizioni   | Espulsioni    | Presenze                    | Reti                        | Ammonizioni                 | Espulsioni                  | Presenze | Reti | Ammonizioni | Espulsioni |   |   |   |   |    |   |   |   |
| J. Beller    | 14            | 0             | 2             | 0             | 0                           | 0                           | 0                           | 0                           | 14       | 0    | 2           | 0          |   |   |   |   |    |   |   |   |
| G. Berti     | 33            | 1             | 7             | 0             | 0                           | 0                           | 0                           | 0                           | 33       | 1    | 7           | 0          |   |   |   |   |    |   |   |   |
| R. Birner    | 33            | 13            | 2             | 0             | 1                           | 0                           | 0                           | 0                           | 34       | 13   | 2           | 0          |   |   |   |   |    |   |   |   |
| R. Boley     | 22            | 0             | 4             | 0             | 1                           | 0                           | 0                           | 0                           | 23       | 0    | 4           | 0          |   |   |   |   |    |   |   |   |
| M. Ebner     | 2             | 0             | 0             | 0             | 0                           | 0                           | 0                           | 0                           | 2        | 0    | 0           | 0          |   |   |   |   |    |   |   |   |
| F. Elser     | 25            | 0             | 6             | 1             | 1                           | 0                           | 0                           | 0                           | 26       | 0    | 6           | 1          |   |   |   |   |    |   |   |   |
| W. Färber    | 25            | 0             | 0             | 0             | 1                           | 0                           | 0                           | 0                           | 26       | 0    | 0           | 0          |   |   |   |   |    |   |   |   |
| M. Hauck     | 32            | 8             | 1             | 0             | 1                           | 0                           | 0                           | 0                           | 33       | 8    | 1           | 0          |   |   |   |   |    |   |   |   |
| G. Heinle    | 4             | 0             | 0             | 0             | 1                           | 0                           | 0                           | 0                           | 5        | 0    | 0           | 0          |   |   |   |   |    |   |   |   |
| J. Jüriens   | 14            | 0             | 0             | 1             | 0                           | 0                           | 0                           | 0                           | 14       | 0    | 0           | 1          |   |   |   |   |    |   |   |   |
| P. Kempa     | 32            | 3             | 4             | 0             | 1                           | 0                           | 0                           | 0                           | 33       | 3    | 4           | 0          |   |   |   |   |    |   |   |   |
| D. Kohnle    | 30            | 9             | 5             | 2             | 1                           | 0                           | 0                           | 0                           | 31       | 9    | 5           | 2          |   |   |   |   |    |   |   |   |
| W. Kubanczyk | 26            | 0             | 5             | 0             | 1                           | 0                           | 0                           | 0                           | 27       | 0    | 5           | 0          |   |   |   |   |    |   |   |   |
| B. Milosevic | 0             | 0             | 0             | 0             | 0                           | 0                           | 0                           | 0                           | 0        | 0    | 0           | 0          |   |   |   |   |    |   |   |   |
| P. Müller    | 0             | 0             | 0             | 0             | 0                           | 0                           | 0                           | 0                           | 0        | 0    | 0           | 0          |   |   |   |   |    |   |   |   |
| W. Neipp     | 24            | 3             | 2             | 1             | 0                           | 0                           | 0                           | 0                           | 24       | 3    | 2           | 1          |   |   |   |   |    |   |   |   |
| W. Rieker    | 20            | 0             | 0             | 0             | 0                           | 0                           | 0                           | 0                           | 20       | 0    | 0           | 0          |   |   |   |   |    |   |   |   |
| T. Schmidt   | 17            | 1             | 3             | 0             | 0                           | 0                           | 0                           | 0                           | 17       | 1    | 3           | 0          |   |   |   |   |    |   |   |   |
| B. Schuler   | 2             | 0             | 0             | 0             | 0                           | 0                           | 0                           | 0                           | 2        | 0    | 0           | 0          |   |   |   |   |    |   |   |   |
| M. Sorg      | 7             | 1             | 0             | 0             | 0                           | 0                           | 0                           | 0                           | 7        | 1    | 0           | 0          |   |   |   |   |    |   |   |   |
| H. Steck     | 3             | 0             | 1             | 0             | 0                           | 0                           | 0                           | 0                           | 3        | 0    | 1           | 0          |   |   |   |   |    |   |   |   |
| E. Steer     | 33            | 1             | 9             | 0             | 1                           | 0                           | 0                           | 0                           | 34       | 1    | 9           | 0          |   |   |   |   |    |   |   |   |
| G. Weiß      | 29            | 3             | 5             | 0             | 1                           | 0                           | 0                           | 0                           | 30       | 3    | 5           | 0          |   |   |   |   |    |   |   |   |
| J. Zeller    | 31            | 4             | 2             | 0             | 1                           | 0                           | 0                           | 0                           | 32       | 4    | 2           | 0          |   |   |   |   |    |   |   |   |